# Eagles United Palermo 2022
Questa voce raccoglie le informazioni riguardanti gli Eagles United Palermo nelle competizioni ufficiali della stagione 2022.

## Roster
| Roster degli Eagles United Palermo (2022) |
| --- |
| Quarterback - 3 Emmanuel Canfarotta - 12 Nicola Mondello Running Back - 1 Manfredi Re - 9 Francesco Orlando - 22 Luca Meccia - 26 Samuele Trapani - 32 Francesco Graziano - 34 Fabrizio Turrisi Wide Receiver - 6 Emanuele Liggio - 11 Marco Randisi - 14 Alessio Cipriano - 15 Pierluca Cuvello - 80 Erik Mirko Mazzone - 87 Riccardo Leone Offensive Linemen - 53 Vito Guttuso - 56 Giorgio Tocco - 62 Riccardo Aruta - 95 Valerio Cuppari Defensive Linemen - 58 Salvatore Li Calsi - 73 Luca Orlando - 90 Salvatore Spina Linebacker - 4 Michele Li Calsi - 8 Germano D’Arpa - 24 Giuseppe Todaro - 28 Dario Corrao - 52 Giacomo Maltese Defensive Back - 18 Gabriele Petruso - 19 Maurizio Coppolino - 23 Giuseppe Gulotta - 27 Davide Di Petrillo - 29 Giulio Sposito - 35 Salvatore Spataro - 37 Antonino Aiuto - 39 Davide Calabria Special Team |

## Campionato Italiano Football a 9 FIDAF 2022

### Stagione regolare
| Marineo 27 marzo 2022, ore 11:52 | Eagles United Palermo | 37 – 6 (6-0 14-0 17-0 0-6) referto | Elephants Catania | Comunale Jam Salque (100 spett.)\| Arbitro: \| F. Garlaschi \| |
| Arbitro:                         | F. Garlaschi          |                                    |                   |                                                                |

| Catania 9 aprile 2022, ore 15:00 | Elephants Catania | 5 – 25 (0-0 3-7 0-6 2-12) referto | Eagles United Palermo | Stadio Benito Paolone\| Arbitro: \| A. Maghini \| |
| Arbitro:                         | A. Maghini        |                                   |                       |                                                   |

| Cagliari 7 maggio 2022, ore 20:30 | Crusaders Cagliari | 6 – 36 (0-6 6-17 0-0 0-13) referto | Eagles United Palermo | C.S Monte Claro (70 spett.)\| Arbitro: \| Colombo \| |
| Arbitro:                          | Colombo            |                                    |                       |                                                      |

| Palermo 21 maggio 2022, ore 21:30 | Eagles United Palermo | 52 – 6 (6-0 20-0 6-6 20-0) referto | Sirbons Cagliari | C.S Louis Ribolla (200 spett.)\| Arbitro: \| A. Conti \| |
| Arbitro:                          | A. Conti              |                                    |                  |                                                          |

### Playoff

#### Wild Card
| Palermo 4 giugno 2022 Wild Card | Eagles United Palermo | 8 – 0 (a tavolino) referto | Braves Bologna |  |

| Palermo 19 giugno 2022, ore 21:30 Ottavi di finale | Eagles United Palermo | 42 – 21 (14-0 0-13 14-0 14-8) referto | Gorillas Varese | C.S. Pasqualino Stadium (200 spett.)\| Arbitro: \| A. Chiello \| |
| Arbitro:                                           | A. Chiello            |                                       |                 |                                                                  |

| Palermo 26 giugno 2022, ore 12:15 Quarti di finale | Eagles United Palermo | 23 – 24 (0-7 0-7 9-0 14-10) referto | Pretoriani Roma | C.S. Pasqualino Stadium (80 spett.)\| Arbitro: \| A. Chiello \| |
| Arbitro:                                           | A. Chiello            |                                     |                 |                                                                 |

## Statistiche di squadra
| Competizione | %Vittorie | In casa | In casa | In casa | In casa | In casa | In casa | In trasferta | In trasferta | In trasferta | In trasferta | In trasferta | In trasferta | Totale | Totale | Totale | Totale | Totale | Totale |
| Competizione | %Vittorie | G       | V       | N       | P       | Pf      | Ps      | G            | V            | N            | P            | Pf           | Ps           | G      | V      | N      | P      | Pf     | Ps     |
| ------------ | --------- | ------- | ------- | ------- | ------- | ------- | ------- | ------------ | ------------ | ------------ | ------------ | ------------ | ------------ | ------ | ------ | ------ | ------ | ------ | ------ |
| Campionato   | 1.000     | 2       | 2       | 0       | 0       | 89      | 12      | 2            | 2            | 0            | 0            | 61           | 11           | 4      | 4      | 0      | 0      | 150    | 23     |
| Playoff      | .667      | 3       | 2       | 0       | 1       | 73      | 45      | 0            | 0            | 0            | 0            | 0            | 0            | 3      | 2      | 0      | 1      | 73     | 45     |
| Totale       | .857      | 5       | 4       | 0       | 1       | 162     | 57      | 2            | 2            | 0            | 0            | 61           | 11           | 7      | 6      | 0      | 1      | 223    | 68     |